# Gothic 3: Forsaken Gods
Готика 3 - Напуштени богови је самостални додатак за игру Готика 3. Развијена је од стране компаније Trine Games, а објављен од стране JoWooD Entertainment-а. Игра је објављена у Европи и Северној Америци 21. новембра 2008. године. "Побољшано издање" је објављено 22. марта 2011. године, које је развијено од стране Mad Vulture Games-а.

## Играње
Играње у овој надоградњи игре серијала Готике је иста као у њеном претходнику Готика 3, али са веома малим изменама. Систем борбе је мало модификован, сада базиран на издржљивости, која вам одлучује колико ће те дуго ударати. Целокупна прича у овом делу игре се фокусира само на Миртану, тј. осталим деловима главног континента нема се приступ што можда неким играчима засмета јер су навикли на много шири простор деловања. Главни заплет је фокусиран само на том делу, па тако да и отуда ограничење само на ту област.

## Заплет
Након што се буди из коме, у коју је вероватно пао у претходном делу, безимени јунак мора да пронађе начин да уједини континент, који се био поделио због разних људских фракција, међу којима у већини воде бивши саборци безименог јунака. Из сопствениг разлога, безимени јунак се враћа у Миртану, поново уједињује континент и успостаља коначно мир и поредак накод дугог рата.

## Критике
Готика 3 - Напуштени богови углавном је добио негативне критике, највише је то резултат превише грешака које су скупо коштале да се исправе међу којима и до дан данас неке нису у потпуности исправљене надоградњама или ажурирањем.
| Публикације   | Рангирање   | Доступни језици |
| ------------- | ----------- | --------------- |
| Metacritic    | 44 (од 100) | Енглески        |
| PCGames       | 6.4 (од 10) | Немачки         |
| GameStar      | 7.1 (од 10) | Немачки         |
| IGN           | 3.5 (од 10) | Енглески        |
| ComputerGames | 3 (од 10)   | Румунски        |
| GameSpot      | 3.7 (од 10) | Енглески        |

## Ажурирања
Новембра 2010. године JoWooD Entertainment је најавио да ће Mad Vulture Games радити на додатним побољшањима саме игре. Прва надоградња је била најављена за 2011. годину. 22. марта 2011. године JoWooD Entertainment је пустио нову надоградњу у промет, интегрисану у новој верзији Готика 3 - Напуштени богови побољшано издање. Иста надоградња је постала и доступна за скидање преко нета.
Финална верзија, 2.01.08, је званично пуштена у промет преко интернет портала Mad Vulture Games-а, 18. децембра 2011. године, и била је доступна за скидање са нета исто као и претходна верзија.